# Sigurð Joensen
Jóhan Hendrik Sigurð Joensen (* 27. April 1911 in Gjógv, Färöer; † 1. Oktober 1993 in Tórshavn) war Mitbegründer der republikanischen Partei Tjóðveldisflokkurin und Schriftsteller.
Sigurð wurde 1911 als Sohn von Elspa Maria, geborene Weihe aus Oyndarfjørður und Kristian Jóhan Joensen aus Gjógv geboren. Er war mit Sigrið av Skarði aus Tórshavn verheiratet, der Tochter von Símun av Skarði. Zusammen hatten sie sieben Kinder, darunter die Tochter Turið Sigurðardóttir. Eine andere Tochter, Bergljót av Skarði (geb. 1950), ist die Mutter von Sólrun Løkke Rasmussen (geb. 1968), der Frau des dänischen Ministerpräsidenten Lars Løkke Rasmussen. Eine weitere Tochter, Lív Joensen (geb. 1942), ist die Mutter der färöischen Schauspielerin und Dichterin Sigri Mitra Gaïni.
1944 machte Sigurð Joensen sein Jura-Examen und war zunächst als Jurist im Rathaus von Kopenhagen angestellt. Danach eröffnete er eine eigene Kanzlei, die er bis 1984 betreiben sollte. Danach saß er bis zu seinem Tode im färöischen Sprachrat.
Als färöischer Politiker war er 1948 mit Erlendur Patursson, Jákup í Jákupsstovu und Hanus við Høgadalsá einer der Mitbegründer der republikanischen Partei Tjóðveldisflokkurin, die für die staatliche Souveränität der Färöer und die völlige Loslösung aus dem Königreich Dänemark streitet. 1958–1970 vertrat er seine Partei als Abgeordneter im nationalen Parlament, dem Løgting.
1987 erhielt er den Kulturpreis der Färöer, den Mentanarvirðisløn M. A. Jacobsens.

## Werke
- Gráa dunna, 1958
- Kálvamuan, 1959
- Lítli Sjúrður, 1959
- Lambamæið, 1959
- Eg stoyti heitt I-II, 1987
- Hvíti tarvur, 1991
- Smálombini, 1991
- Tekstir 1940-1992, 1998
- Kjørbreyt, 1998